# Senf Dijon
Dijon senf (čitaj: dižon), izvorni naziv "Moutarde de Dijon", nazvan je po istoimenom francuskom gradu Dijonu, glavnom gradu francuske regije  Burgundije poznate po vinima. Ovaj je senf mješavina tamnih sjemenki gorušice, najčešće se koristi smeđa gorušica, i soka od grožđa s vinskim octom i začinima i to zahvaljujući Jeanu Naigenonu koji je zamijenio izvorni recept zamijenivši gorki sok od kiselog nezrelog grožđa octom.
Za kasniji komercijalni razvoj ovog senfa zaslužni su Maurice Grey i Auguste Pompo.

## Sastav
Prosječne hranjive vrijednosti na 100 g/ml
| Sastojak                             | Količina        | Izvori |
| ------------------------------------ | --------------- | ------ |
| Energetska vrijednost                | 705 kJ/168 kcal | [ 4 ]  |
| Masti                                | 11,5 g          | [ 4 ]  |
| ... od kojih zasićene masne kiseline | 0,8 g           | [ 4 ]  |
| Ugljikohidrati                       | 5,5 g           | [ 4 ]  |
| ... od kojih šećeri                  | 1,7 g           | [ 4 ]  |
| Bjelančevine                         | 8,4 g           | [ 4 ]  |
| Sol                                  | 1,3 g           | [ 4 ]  |

## Čuvanje
Čuva se na suhom i hladnom mjestu. Nakon otvaranja u hladnjaku.

## Upute za upotrebu
Preporučuje se proizvod servirati plastičnom ili drvenom žlicom.

## Korištenje
Dijon senf se može koristiti kao sastojak u brojnim umacima i dresinzima, poput vinaigrette umaku, odličan je za mariniranje  mesa, uz  kobasice,  ribu, a odlično se uklapa u brojne sendviče.

## Povijest
Rimljani su prvi posadili sjeme gorušice u  Burgundiji u srednjem vijeku. Senf Dijon prvi je put upotrijebljen 1336. za francuskog kralja  Filipa VI. Jean Naiegon je promijenio izvorni recept 1752. zamijenivši sok od kiselog nezrelog grožđa octom. Maurice Grey je izumio stroj za automatiziranu obradu sjemenki gorušice. On se potom udružio s Augustom Poumpom pa su osnovali tvrtku "Grey-Poumpom", koja se kasnije spojila s drugom poznatom franuskom tvornicom Maille. Dućan s delikatesama Maille-Grey-Poumpon nalazi se na Rue de la Liberté, raj je za ljubitelje gorušice.

## Ljekovitost
Najvažniji sastojak u njemu je selen, koji pomaže u liječenju artritisa, dijabetesa i krvnog tlaka.

## Vanjske poveznice
- Techniques actuelles de fabrication de la moutarde (fr.)